# HD 99196
HD 99196，又名BD+12 2335，SAO 99598、HR 4404，是一颗恒星，视星等为5.8，位于銀經246.45，銀緯64.34，其B1900.0坐标为赤經11h 19m 47.7s，赤緯+11° 64.34′ 47″。